# Superstar (Darin)
Superstar è un singolo del cantante svedese Darin, pubblicato il 13 maggio 2022 come estratto dall'EP My Purple Clouds.

## Video musicale
Il video del brano è stato pubblicato in concomitanza dell'uscita del singolo ed è stato diretto da James Velasquez.

## Tracce
1. Superstar – 3:22